# Gare de Mont-de-Terre
Gare de Mont-de-Terre vasútállomás Franciaországban, Lille településen.

## Vasútvonalak
Az állomást az alábbi vasútvonalak érintik:
- Fives-Hirson-vasútvonal

## Kapcsolódó állomások
A vasútállomáshoz az alábbi állomások vannak a legközelebb:
- Gare de Lille-Flandres
- Gare de Lesquin